# Santa Maria del Ben Morire (Nápoly)
A Santa Maria del Ben Morire vagy Sant’Agnello dei Grassi vagy Chiesa di Sant'Andrea apostolo templom Nápoly történelmi központjában.

## Története
A templomot a 16. század elején alapította Maddalena Carnegrassa nápolyi nemesasszony. Halála után, 1527-ben a templom fenntartását a Moccia család vállalta fel. Kihalásuk után a Santa Maria del Ben Morire kongregáció tulajdonába került, akik jelentősen kibővítették az eredetileg családi kápolnának szánt templomot. Ekkor került csarnokába a pünkösdöt ábrázoló festmény, amely mindmáig egyik legértékesebb műkincse. 1718-ban jelentősen felújították és belsejét újra dekorálták. Ekkor nyerte el ma is látható barokkos formáját. További értékes műkincsei a 18. századból származó színes márványból készült oltárok az oldalkápolnákban.